# Xylergatoides asper
Xylergatoides asper là một loài bọ cánh cứng trong họ Cerambycidae.